# Hiatensor semirutus
Hiatensor semirutus är en stekelart som beskrevs av Charles Thomas Brues 1910. Hiatensor semirutus ingår i släktet Hiatensor och familjen brokparasitsteklar. Inga underarter finns listade i Catalogue of Life.